# Ярборо-Лендінг (Арканзас)
Ярборо-Лендінг (англ. Yarborough Landing) — переписна місцевість (CDP) в США, в окрузі Літтл-Рівер штату Арканзас. Населення — 457 осіб (2020).

## Географія
Ярборо-Лендінг розташоване за координатами 33°43′8″ пн. ш. 94°0′32″ зх. д. / 33.71889° пн. ш. 94.00889° зх. д. (33.718823, -94.008904).  За даними Бюро перепису населення США в 2010 році переписна місцевість мала площу 5,78 км², з яких 5,75 км² — суходіл та 0,03 км² — водойми.

## Демографія
Згідно з переписом 2010 року, у переписній місцевості мешкало 487 осіб у 220 домогосподарствах у складі 154 родин. Густота населення становила 84 особи/км².  Було 301 помешкання (52/км²). 
Расовий склад населення:
| - 95,1 % — білих - 2,1 % — корінних американців - 1,4 % — чорних або афроамериканців - 1,2 % — осіб інших рас |

До двох чи більше рас належало 0,2 %. Іспаномовні складали 1,4 % від усіх жителів.
За віковим діапазоном населення розподілялося таким чином: 14,6 % — особи молодші 18 років, 59,7 % — особи у віці 18—64 років, 25,7 % — особи у віці 65 років та старші. Медіана віку мешканця становила 53,1 року. На 100 осіб жіночої статі у переписній місцевості припадало 105,5 чоловіків;  на 100 жінок у віці від 18 років та старших — 103,9 чоловіків також старших 18 років.
Середній дохід на одне домашнє господарство  становив 48 732 долари США (медіана — 35 917), а середній дохід на одну сім'ю — 57 384 долари (медіана — 50 938). За межею бідності перебувало 7,9 % осіб, у тому числі 37,1 % дітей у віці до 18 років та 0,0 % осіб у віці 65 років та старших.
Цивільне працевлаштоване населення становило 206 осіб. Основні галузі зайнятості: освіта, охорона здоров'я та соціальна допомога — 48,5 %, роздрібна торгівля — 14,6 %, транспорт — 7,8 %, інформація — 7,3 %.